# Христо Градечлиев
Христо Андреев Градечлиев е български художник, работил в областта на графиката, илюстрацията, плаката, графичния дизайн, сценографията и киното (филма Привързаният балон).

## Биография
Завършва графика в Националната художествена академия при професор Илия Бешков. През 1963 г. става член на Съюза на българските художници, чийто заместник-председател е от 1992 до 1995 година.
През периода от 1992 до 2002 г. е заместник-председател на Интернационалната асоциация за изкуство към ЮНЕСКО.
От 1978 г. художник на вестник „Култура“, автор на графичния облик, с който е познат.
На Христо Градечлиев е кръстена Художествената галерия в родния му град Каварна.
Неговият син Андрей Градечлиев е също известен художник.

## Самостоятелни изложби
- Варшава – 1963 г.;
- Париж – 1974, 1988 г.;
- Каварна – 1979, 1985 г.;
- Велико Търново – 1981 г.,
- Свищов – 1981 г.;
- Варна – 1982 г.;
- Улм – 1985, 1990 г.

## Групови изложби
Бермуда, Лондон, Будапеща, София, Сао Пауло, Санкт Петербург, Варшава, Бон, Прага, Багдад, Хелзинки, Кайро, Варна, Базел, Берлин, Истанбул, Бомбай и други.

## Графични биеналета
- Любляна;
- Краков;
- Варна;
- Брадфорд.